# Lysandra semibasijuncta-basijuncta
Lysandra semibasijuncta-basijuncta är en fjärilsart som beskrevs av Bright och Leeds 1938. Lysandra semibasijuncta-basijuncta ingår i släktet Lysandra och familjen juvelvingar. Inga underarter finns listade i Catalogue of Life.